# Rhinella chavin
Rhinella chavin es una especie de anfibio anuro de la familia Bufonidae.

## Distribución geográfica
Esta especie es endémica de la provincia de Pachitea en la región de Huánuco, Perú. Habita entre los 2600 y 3072 m de altitud.

## Descripción
Los machos miden de 47.5 a 52.0 mm y las hembras de 54.8 a 64.9 mm.

## Publicación original
- Lehr, Köhler, Aguilar & Ponce, 2001 : New Species of Bufo (Anura: Bufonidae) from Central Peru. Copeia, vol. 2001, n.º 1, p. 216-223.[5]